# Sélectivité neuronale
 (juin 2025).
Si vous disposez d'ouvrages ou d'articles de référence ou si vous connaissez des sites web de qualité traitant du thème abordé ici, merci de compléter l'article en donnant les références utiles à sa vérifiabilité et en les liant à la section « Notes et références ».
La sélectivité neuronale est la modulation de l'activité électrophysiologique d'un neurone en fonction du stimulus sensoriel (e.g., un son) ou, plus généralement de toute autre information traitée par le système nerveux. 
Un exemple classique de sélectivité neuronale est le mode de réponse des neurones dits simples du cortex visuel primaire. Le taux de décharge de potentiels d'action de ces neurones varie en fonction de l'orientation des stimuli visuels : chaque neurone répond de façon maximale pour des lignes ayant une orientation particulière. Par exemple, tel neurone présentera une réponse maximale pour les stimuli visuels orientés verticalement, tandis qu'un autre répondra surtout pour les stimulations visuelles orientées à 30° par rapport à l'horizontale et très peu pour les orientations différentes. 